# Victor Gomes
Victor Miguel de Freitas Gomes (Joanesburgo - 15 de dezembro de 1982) é um árbitro de futebol sul-africano.
Árbitro da PSL desde 2008, foi eleito Árbitro da Temporada da PSL em 2012–13 e 2017–18 e é árbitro internacional desde 2011.
Em 2018, ele foi aclamado pela Associação Sul-Africana de Futebol depois de rejeitar e denunciar uma tentativa de suborno de mais de R300. 000. Gomes foi abordado e oferecido a quantia em dinheiro para consertar uma partida da Copa das Confederações da CAF entre o lado nigeriano do Plateau United e o lado argelino USM Alger . Ele foi novamente nomeado para o prêmio PSL Árbitro da Temporada após a conclusão da campanha doméstica.
Ele oficializou a edição de 2019 e 2021 da Copa das Nações Africanas . Arbitrou a final da Copa das Nações Africanas de 2021 entre Senegal e Egito .

## Vida Pessoal
Pertence à minoria luso-africana na África do Sul, o seu pai é madeirense. Além de seu trabalho como árbitro é empresário, entre outras coisas, possui uma fábrica de produção de plásticos e uma estação de tratamento de água é casado e tem dois filhos.